# Björn Dahlbäck
Björn Dahlbäck (* 1949) ist ein schwedischer Mediziner (Hämatologie, Kardiologie).

## Leben
Dahlbäck wurde 1981 an der Universität Lund promoviert (The activation of prothrombin on the platelet surface) und ist dort Professor. Außerdem ist er am Allgemeinen Krankenhaus Malmö tätig.
Er befasst sich mit Mechanismen der Blutgerinnung und Lipoproteinen. Er untersuchte die Rolle von Protein C, das blutgerinnungshemmend wirkt, und formulierte die Hypothese, dass Defekte in der Funktion des Proteins aufgrund von Genanomalien (Mutation in Faktor V, Faktor-V-Leiden-Mutation) häufige Ursache von Thrombosen sind. Dahlbäck entwickelte auch einen entsprechenden Test.
1999 war er einer der Entdecker von Apolipoprotein M (APOM), das sich in HDL findet und als Träger von S1P eine Rolle beim Schutz von Endothel-Zellen von Butgefäßwänden spielt. Weiter befasst er sich mit TFPI (tissue factor pathway inhibitor), einem Inhibitor der Blutgerinnung und der Rolle von TAM-Rezeptoren und deren Liganden in Endothel-Zellen.
1996 erhielt er den Louis-Jeantet-Preis. Er ist Mitglied der Königlich Schwedischen Akademie der Wissenschaften.